# Зубов, Илья Игоревич
Илья Игоревич Зубов  (14 февраля 1987, Челябинск, СССР) — российский хоккеист, нападающий. Был задрафтован в 2005 году клубом НХЛ «Оттава Сенаторз». Кавалер Ордена Почёта (2014).

## Биография
Воспитанник челябинского «Трактора». В начале карьеры играл за родной клуб в Высшей лиге чемпионата России. В Суперлиге дебютировал в сезоне 2005/06, выступая уже за московский «Спартак». В 2007 году Зубов уехал за океан, однако пробиться в основу «Оттавы» игроку так и не удалось: большую часть времени он играл за фарм-клуб «Бингхэмтон Сенаторс». В итоге в НХЛ всего сыграл в 11 матчах, в которых не забросил ни одной шайбы и отдал две передачи. Вернулся в Россию в 2009 году, получив предложение от «Салавата Юлаева».
В январе 2010 года в результате обмена на Петра Счастливого, оказался в ЦСКА. С 26 декабря стал игроком владивостокского «Адмирала», был обменян на Энвера Лисина.
2 мая 2015 года подписал двухлетний контракт с ХК «Авангард».

## Международная карьера
Выступал за юниорскую и молодёжную сборные России, дважды выиграв серебряные медали молодёжного мирового первенства. Привлекается к играм национальной сборной на этапах Евротура.

## Достижения
- Серебряный призёр молодёжного чемпионата мира (2006)
- Серебряный призёр молодёжного чемпионата мира (2007)